# Incoterms
Incoterms er et af Det Internationale Handelskammer (ICC) udarbejdet sæt standard handelsklausuler, der ofte benyttes indenfor international handel. Handelsklausulerne beskriver købers og sælgers risiko, ansvar og forpligtelser i international handel.
Arbejdet med fastsættelse af internationale anerkendte handelsklausuler begyndte i 1921 og i 1936 blev de første Incoterms offentliggjort. Der er siden foretaget en række revisioner af klausulerne. De forskellige versioner angives ofte med årstallet for offentliggørelse. For nuværende benyttes oftest Incoterms 2000, men ICC offentliggjorde i 2010 Incoterms 2010, og det forventes, at Incoterms 2010 fremover bliver den faktisk benyttede standard.

## E-Gruppen
(Udgangspunkt/afsendelse)
- EXW Ex Works (place)

Beskrivelse: Risikoovergangen sker, når sælger stiller godset til købers disposition på
aftalt sted(f.eks. fabrik, lager etc.)
Anbefaling/Forpligtelse: Køber bør tegne forsikring gældende fra levering på sælgers
lager

### F-Gruppen
(Hovedfragten ikke betalt)
- FCA Free Carrier (place)

Beskrivelse: Risikoovergangen sker med sælgers levering af godset til
den af køber opgivne transportør på angiven plads/sted.
Anbefaling/Forpligtelse: Køber bør tegne forsikring fra godset ovedrages til den af køber
udpegede fragtfører/speditør.
- FAS Free Alongside Ship (port of shipment)

Beskrivelse: Risikoovergangen sker med godsets levering ved skibsside på
den af køber opgivne kaj i angiven afskibningshavn.
Anbefaling/Forpligtelse: Køber bør tegne forsikring fra godsets levering ved skibsside i
afskibninshavn.(Sælger bør tegne forsikring for fortransporten).
- FOB Free On Board (port of shipment)

Beskrivelse: Risikoovergangen sker successivt i det øjeblik, godset passerer rælingen af
det af køber anviste skib i angiven afskibningshavn. Bemærk: Med Incoterms 2010 er dette ændret til "Riskikoovergangen sker, i det øjeblik at godset er placeret på det af køberen angivne skib i afgangshavnen, og godset er frakoblet fra lasteenheden"
Anbefaling/Forpligtelse: Køber bør tegne forsikring fra godsets passage af skibsræling i
afskibningshavn.(Sælger kan tegne forsikring for evt. fortransport).

### C-Gruppen
(Hovedfragten betalt)
- CFR Cost and Freight (port of destination)

Beskrivelse: Risikoovergangen sker som ved FOB, altså successivt i det øjeblik godset
passerer skibets ræling i afskibningshavnen.
Anbefaling/Forpligtelse:Køber bør tegne forsikring fra godsets passage af skibsræling i
afskibningshavn.(Sælger kan tegne forsikring for evt. fortransport).
- CIF Cost, Insurance and Freight (port of destination)

Beskrivelse: Risikoovergangen sker som ved FOB, altså successivt i det øjeblik godset
passererer skibets ræling i afskibningshavnen. Sø- og transportforsikring tegnes af sælger til
dækning af købers risiko fra risikoovergangssted til udlosning i bestemmelseshavn, på betingelser
der opfylder minimumsbetingelserne for Institute Cargo Clauses eller tilsvarende betingelser.
Anbefaling/Forpligtelse:Sælger har pligt til at tegne forsikring for købers risiko indtil
godset er udlosset i ankomsthavn. Det påhviler køber selv at forsikre evt. eftertransport fra
ankomsthavn til endeligt bestemmelsessted. Dette vil ofte være ligeså dyrt som at forsikre hele
transporten, det er derfor ikke hensigtsmæssigt at købe CIF, medmindre man bor i havnen.
- CPT Carriage Paid To (place of destination)

Beskrivelse: Risikoovergangen sker med sælgers levering af godset til den første
transportør.
Anbefaling/Forpligtelse: Køber bør tegne forsikring fra godset overgives til første
fragtfører.
- CIP Carriage and Insurance Paid to (place of destination)

Beskrivelse: Risikoovergangen sker som ved CPT, altså med sælgers levering af godset til
den første transportør. Sø- og transportforsikring tegnes af sælger til dækning af købers risiko
fra risikoovergangssted til bestemmelsessted, på betingelser der opfylder minimumsbetingelserne
for Institute Cargo Clauses eller tilsvarende betingelser.
Anbefaling/Forpligtelse: Sælger har pligt til at tegne forsikring for købers risiko fra
overgivelse til første fragtfører til bestemmelsessted.

### D-Gruppen
(Bestemmelsessted/Ankomst)
- DAF Delivered At Frontier (place)

Beskrivelse: Risikoovergangen sker, når godset stilles til købers disposition
på angiven grænsestation (ufortoldet).
Anbefaling/Forpligtelse: Køber bør tegne forsikring fra levering på det i handelsaftalen
angivne sted ved grænsen. Sælger bør tegne forsikring indtil levering på det i handelsaftalen
angivne sted ved grænsen.
- DES Delivered Ex Ship (port of destination)

Beskrivelse: Risikoovergangen sker, når godset stilles til købers disposition losseklart
ombord i skib i angiven bestemmelseshavn.
Anbefaling/Forpligtelse: Både køber og sælger kan have interesse i at forsikre. Langt de
fleste skader konstateres først ved ankomst til endeligt bestemmelsessted, så selvom sælger bærer
risikoen under hovedtransport, har køber størst interesse i en forsikring. Det bør aftales
skriftligt mellem parterne, hvem der etablerer forsikring for hele forsendelsen.
- DEQ Delivered Ex Quay (port of destination)

Beskrivelse: Risikoovergangen sker, når godset stilles til købers disposition på kaj eller
lossested i angiven bestemmelseshavn.
Anbefaling/Forpligtelse: Både køber og sælger kan have interesse i at forsikre. Langt de
fleste skader konstateres først ved ankomst til endeligt bestemmelsessted, så selvom sælger bærer
risikoen under hovedtransport, har køber størst interesse i en forsikring. Det bør aftales
skriftligt mellem parterne, hvem der etablerer forsikring for hele forsendelsen.
- DDU Delivered Duty Unpaid (place of destination)

Beskrivelse: Risikoovergangen sker, når godset stilles til købers disposition på angivet
bestemmelsessted (ufortoldet).
Anbefaling/Forpligtelse: Sælger bør tegne forsikring for transporten helt frem til
levering hos køber.
- DDP Delivered Duty Paid (place of destination)

Beskrivelse: Risikoovergangen sker, når godset stilles til købers disposition på angivet
bestemmelsessted (fortoldet).
Anbefaling/Forpligtelse: Sælger bør tegne forsikring for transporten helt frem til
levering hos køber.

### Brug de rigtige leveringsbetingelser
- Landtransport:

EXW, FCA, CPT, CIP, DAF, DDU, DDP
- Lufttransport:

EXW, FCA, CPT, CIP
- Togtransport:

EXW, FCA, CPT, CIP
- Sø- og flodtransport:

EXW, FCA, FAS, FOB, CFR, CIF, CPT, CIP, DES, DEQ